# 森特納里奧鎮

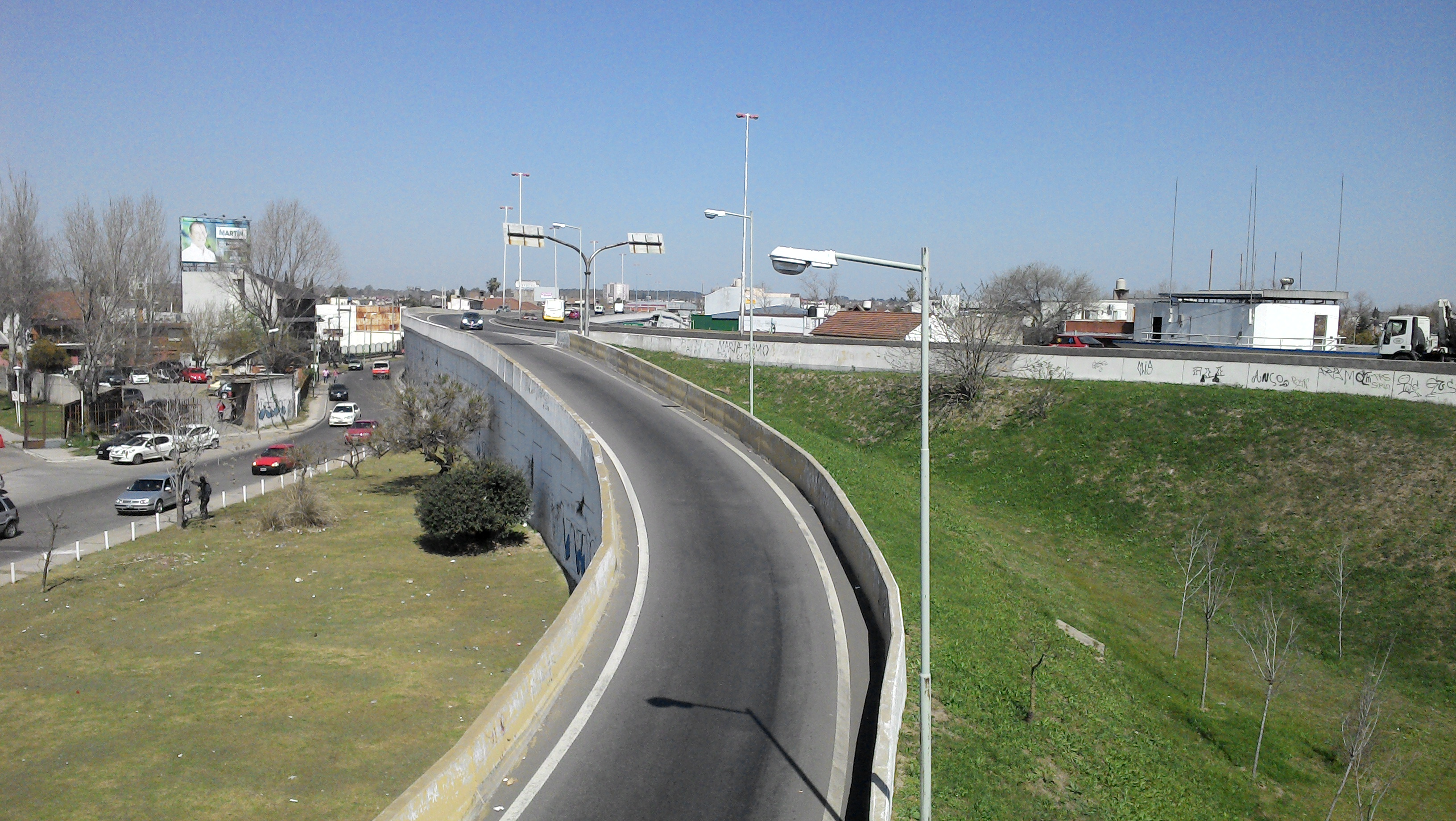
森特納里奧鎮

森特納里奧鎮是阿根廷的城鎮，位於該國東北部，由布宜諾斯艾利斯省負責管轄，面積5.69平方公里，海拔高度20米，2001年人口49,737，人口密度每平方公里8,741人。